# Bocuse d'Or
Bocuse d'Or er det uofficielle verdensmesterskab i kokkekunst. Bocuse d'Or er blevet afholdt i Lyon hvert andet år siden 1987, og den strækker sig over 2 dage. Konkurrencen er opkaldt efter den franske køkkenchef Paul Bocuse og går også under navnet Concours mondial de la cuisine. Den betegnes ofte som gastronomiens olympiske lege.
I konkurrencen skal de kvalificerede deltagere udarbejde en fiskeret og en kødret på basis af et udvalg af råvarer, som er bestemt af Paul Bocuse. Deltagerne har fem timer til at lave retten. Ved bedømmelsen lægges der både vægt på smagen og på retternes udseende. Det er almindeligt, at deltagerne træner i lang tid på at sikre, at de retter, de laver til konkurrencen, kan gennemføres på den tildelte tid og med det ønskede udseende.
I 2011 vandt danske Rasmus Kofoed guld i konkurrencen efter at have opnået bronze i 2005 og sølv i 2007.
30. januar 2013 vandt danskeren Jeppe Foldager sølv i konkurrencen
30. januar 2019 vandt den danske kok Kenneth Toft-Hansen guld, Ronni Vexøe Mortensen fik sølv i 2021, og  i 2023 vandt Brian Mark Hansen guld.

## Finalister[5][6][7]
| År   | Bocuse d'Or         | Bocuse d'Argent              | Bocuse d'Bronze           |
| ---- | ------------------- | ---------------------------- | ------------------------- |
| 1987 | Jacky Freon         | Michel Addons                | Hans Haas                 |
| 1989 | Léa Linster         | Pierre Paulus                | William Wai               |
| 1991 | Michel Roth         | Lars Erik Underthun          | Gert Jan Raven            |
| 1993 | Bent Stiansen       | Jens Peter Kolbeck           | Guy Van Cauteren          |
| 1995 | Régis Marcon        | Melker Andersson             | Patrick Jaros             |
| 1997 | Mathias Dahlgren    | Roland Debuyst               | Odd Ivar Solvold          |
| 1999 | Terje Ness          | Yannick Alleno               | Ferdy Debecker            |
| 2001 | François Adamski    | Henrik Norström              | Hákon Már Örvarsson       |
| 2003 | Charles Tjessem     | Frank Putelat                | Claus Weitbrecht          |
| 2005 | Serge Vieira        | Tom Victor Gausdal           | Rasmus Kofoed             |
| 2007 | Fabrice Desvignes   | Rasmus Kofoed                | Frank Giovannini          |
| 2009 | Geir Skeie          | Jonas Lundgren               | Philippe Mille            |
| 2011 | Rasmus Kofoed       | Tommy Myllymäki              | Gunnar Hvarnes            |
| 2013 | Thibaut Ruggeri     | Jeppe Foldager               | Noriyuki Hamada           |
| 2015 | Ørjan Johannessen   | Philip Tessier               | Tommy Myllymaki           |
| 2017 | Mathew Peters       | Christopher William Davidsen | Viktor Örn Andrésson      |
| 2019 | Kenneth Toft-Hansen | Sebastian Gibrand            | Christian André Pettersen |
| 2021 | Davy Tissot         | Ronni Vexøe Mortensen        | Christian André Pettersen |
| 2023 | Brian Mark Hansen   | Filip August Bendi           | Bence Dalnoki             |

### Medaljeoversigt
| Placering | Land       | Bocuse d'Or | Bocuse d'Argent | Bocuse d'Bronze | Total |
| --------- | ---------- | ----------- | --------------- | --------------- | ----- |
| 1.        | Frankrig   | 7           | 2               | 1               | 10    |
| 2.        | Norge      | 5           | 3               | 3               | 11    |
| 3.        | Danmark    | 3           | 4               | 1               | 8     |
| 4.        | Sverige    | 1           | 5               | 1               | 6     |
| 5.        | USA        | 1           | 1               | 0               | 2     |
| 6.        | Luxembourg | 1           | 0               | 0               | 1     |
| 7.        | Belgien    | 0           | 3               | 3               | 6     |
| 8.        | Tyskland   | 0           | 0               | 3               | 3     |
| 9.        | Island     | 0           | 0               | 2               | 2     |
| 10.       | Singapore  | 0           | 0               | 1               | 1     |
| 10.       | Schweiz    | 0           | 0               | 1               | 1     |
| 10.       | Japan      | 0           | 0               | 1               | 1     |